# Колесник Сергій Олександрович
Сергій Олександрович Колесник (нар. 1 січня 1979) — колишній український футболіст та тренер, виступав на позиції півзахисника.

## Кар'єра гравця
Вихованець маріупольського футболу.
З 1998 по 2003 рік Колесник грав за «Металург» («Іллічівець») у вищому дивізіоні, провівши в основному складі маріупольців понад 50 поєдинків. З 2000 року почав залучатися до матчів дублерів, остаточно ставши гравцем дубля в 2003.
Намагаючись своєю грою повернути собі місце в першій команді, Сергій, граючи на позиції атакувального півзахисника, забив у сезоні 2003/04 в 9 іграх за «Іллічівець-2» 11 м'ячів, в сезоні 2004/05 — в 16 поєдинках 7 м'ячів, а в сезоні 2005/06 — в 20 матчах 17 м'ячів. Така результативність зробила футболіста найкращим бомбардиром в історії команди, як загалом (38 м'ячів), так і за сезон (17).
У 2004 році виступав в оренді в «Миколаєві».
У 2006 році завершив професіональну кар'єру. Після цього захищав кольори «Ілліча-Осипенка». З 2009 по 2017 роки виступав в іншому аматорському колективі — маріупольському «Портовику».

## Кар'єра тренера
Колесник працює тренером-викладачем у ДЮСШ «Маріуполя».